# Computerzeitschrift
Eine Computerzeitschrift ist eine Zeitschrift, die sich in der Regel mit Themen zu Hard- und Software von Computern beschäftigt. Sie enthält aber auch Artikel über verwandte technische Themen wie beispielsweise Digitalfotografie, Multimedia oder über digitale Daten betreffende politische Diskussionen. Daneben gibt es spezialisierte Zeitschriften über das Internet. Die ersten Computerzeitschriften sind als Beilagen zu Elektronik-Zeitschriften entstanden.

## Computerzeitschriften im deutschsprachigen Raum

### Situation in Deutschland

#### Auflagenentwicklung
Im Jahr 2006 wurden erstmals mehr Exemplare von Computer-Zeitschriften unverkäuflich remittiert (also von den Händlern zurückgegeben und im Normalfall anschließend vernichtet) als tatsächlich durch den Einzelhandel verkauft (Quelle: IVW). Seit 2001 ist die Einzelverkaufsauflage damit um über 2 Millionen Exemplare gesunken, was einem Verlust von 40 % entspricht. Im gleichen Zeitraum konnte der Anteil unverkäuflicher Zeitschriften um immerhin 12 % reduziert werden.
Von 2011 bis 2016 ist die verkaufte Auflage in Deutschland um 60 % zurückgegangen und lag unter 1,2 Mio. Exemplaren, die allein der Marktführer Computerbild im Jahr 1999 verkauft hat.

#### Anzeigenentwicklung
Eine Haupterlösquelle für die Computerzeitschriften sind die werblichen Inserate von Händlern, Herstellern und Serviceunternehmen. Händler inserieren zunehmend in Preisvergleichsseiten sowie direkt in den Suchmaschinen wie Google, Yahoo und MSN. Die Hersteller konzentrieren sich auf interaktive Werbeformen wie Webcasts und Whitepaper-Integrationen, ihre Hausmessen und andere Branchenevents.
Die werbetreibende Industrie reagiert auf diesen lang anhaltenden Negativtrend und buchte bereits 2005 und 2006 Zeitschriften nur noch verhalten. Dieser Effekt setzte sich auch 2007 fort, wie der Verband der Zeitschriftenverleger dokumentierte: „Für die Zeitschriften begann das Werbejahr 2007 sehr zurückhaltend. Im Vergleich zum Vorjahr bilanzierten die Publikumszeitschriften im Januar 2007 bei den Anzeigenseiten ein Minus von 4,5 Prozent. Das geht aus der am Freitag veröffentlichten Zentralen Anzeigenstatistik (ZAS) des VDZ Verband Deutscher Zeitschriftenverleger hervor.“

### Liste relevanter Computerzeitschriften im deutschsprachigen Raum
Aufgrund der Überzahl von diesbezüglichen Zeitschriften werden hier nur Magazine mit eigenem Wikipedia-Artikel aufgelistet.
| Aktive Zeitschriften | Eingestellte oder in andere integrierte Zeitschriften |
| --- | --- |
| Allgemeine Themen | |
| - c’t, zweiwöchentlich (Heise Zeitschriften Verlag) - Chip, monatlich (Hubert Burda Media) - Computer Bild, zweiwöchentlich (Axel-Springer-Verlag) - e-media (NEWS-Verlagsgruppe) - PCgo + PC Magazin, monatlich (Weka, fusioniert im Oktober 2023, seit Ausgabe 11/2023) - PC-Welt, monatlich (IDG Communications Media AG) - PCtipp, monatlich (Neue Mediengesellschaft Zürich AG), Schweiz | - Bit Power - com! Das Computer-Magazin (Neue Medien Gesellschaft, Ulm) (Nachfolger mit anderer Zielgruppe siehe Fachzeitschrift com! professional) - Computer easy (Vogel Business Media) - Computer Kontakt (Rätz & Eberle) - Computer Live (Markt+Technik Verlag) - Computer Persönlich (Markt & Technik) - Digital World (IDG Communications Media AG, als Print-Objekt eingestellt) - Hardwareluxx printed (Hardwareluxx Media GmbH) - Homecomputer (Roeske Verlag und Tronic Verlag) - Online Today (Gruner + Jahr) - PC Direkt (Ziff Davis Media/VNU Business Publications Deutschland GmbH) - PC Intern (Data Becker Verlag) - PC Praxis (Data Becker Verlag) - PC Professionell (Ziff-Davis Verlag, später VNU und 3i) - PC Shopping (VMM Verlag, Vogel IT-Medien) - Happy Computer (Markt & Technik) - Tomorrow (Hubert Burda Media) - Windows Konkret (Franzis-Verlag) |
| Fachzeitschriften für Programmierung und Softwareentwicklung | |
| - dotnetpro (Neue Mediengesellschaft Ulm mbH) - Windows Developer - FileMaker Magazin - Java-Spektrum - PHP Magazin | - Toolbox - Visual Studio One (ppedv AG) |
| Andere Fachzeitschriften | |
| - Informatik Spektrum (Organ der Gesellschaft für Informatik e. V.) - Informatik Aktuell (Alkmene Verlag GmbH) - Computerwelt (CW Fachverlag GmbH) - Computerwoche (IDG Communications Media AG) - eGovernment Computing (Vogel IT-Medien) - Internet World Business (Neue Mediengesellschaft Ulm mbH) - IT-Administrator (Heinemann Verlag GmbH) - IT-Business (Vogel IT-Medien) - IT&Production (TeDo-Verlag GmbH) - IT-Markt (Netzmedien AG) - iX – Magazin für professionelle Informationstechnik, monatlich (Heise Zeitschriften Verlag) - LANline (ITP Verlag) - Monitor (Bohmann Druck & Verlag) - Netzwoche (Netzmedien AG) - Page - Swiss IT Magazine (Swiss IT Media GmbH) | - Admin-Magazin (wurde 2014 in IT-Administrator integriert) - Computer Zeitung (2009 eingestellt) - Computer + Personal (Datakontext-Verlag) - Internet Magazin (WEKA-Verlag) - Internet Professionell (Ziff Davis, später vnu) - MP Mikroprozessortechnik (VEB Verlag Technik) - mc microcomputer (Franzis-Verlag) - Music & PC (Schiele & Schön) - rechentechnik/datenverarbeitung (rd) (DDR-PC-Zeitschrift, vom IDG Communications Media AG 1991 übernommen, 1992 eingestellt) - Screenguide (WEKA Media Publishing) - Weave |
| Unix/Linux | |
| - Linux-Magazin (Computec Media) - LinuxUser | - easyLinux - freeX (ab April 2014 in IT-Administrator integriert) - Linux Intern |
| Spezial-Zeitschriften | |
| - Connect (Weka Group) - CIO (IDG Group) - Hugi - Mac Life (Falkemedia) - Make: (Maker Media GmbH) - Die TeXnische Komödie (DANTE e. V.) - FIfF Kommunikation (Organ des Forum InformatikerInnen für Frieden und gesellschaftliche Verantwortung) | - 64’er - 68000er - Amiga-Magazin - AOL-Magazin - Byte (deutsche Lizenzausgabe) - Computer-Flohmarkt (Verlag Thomas Eberle) - Disc-EDV-Report (D.E.R.) - DOS-Trend - DOS International (umbenannt in PC Magazin) - Input 64 - Konr@d (Gruner + Jahr) - MACup (Neue Mediengesellschaft Ulm mbH, eingestellt 07/2011) - Macwelt (IDG-Verlag) - ST-Computer - Magic Disk 64 (Diskettenmagazin) (CP Computer Publications GmbH) - Nibble - Peeker - Pocket PC Magazin (Bikini-Verlag) - RUN (IDG-Verlag) - Zong (KE-SOFT) |
| Computerspiele | |
| → Hauptartikel : Liste von Computerspielezeitschriften | |
| Fremdsprachige Computerzeitschriften | |
| - 2600: The Hacker Quarterly (USA) - Linux Journal (USA) - Scene World Magazine - Wired (USA) | - Creative Computing (eingestellt 1985) - Dr. Dobb’s Journal (eingestellt Januar 2009) - Linux Voice (eingestellt 2016) - Popular Electronics (eingestellt Dezember 1999) |

## Zukunft des Marktsegments
Das Marktsegment ist sowohl im Vertriebsmarkt als auch im Anzeigenmarkt einer ständig zunehmenden Segmentierung unterworfen und muss sich mit stetig steigenden Druckkosten, Vertriebskosten und sinkenden Einnahmen auseinandersetzen. Die steigenden Reichweiten von Onlinemedien und die Tatsache, dass eine Mehrheit der Arbeitnehmer in industriellen Ländern einen Computer für ihre Arbeit verwenden, erzeugen zunehmenden Veränderungsdruck. Dies kommt auch im Bewusstsein der Redaktionen an.
Der letzte Chefredakteur vor der Einstellung von PC Professionell äußert sich dazu in seinem Relaunchblog:

„Alles, was in einer Zeitschrift steht, ist ein paar Wochen alt. Layout, Produktion, Druck, Auslieferung an den Kiosk – das dauert viel zu lange verglichen mit der Geschwindigkeit des Internets … Online und Print sind einfach zwei verschiedene Medien mit jeweils spezifischen Stärken und Schwächen. Wir wollen uns mit der neuen PC Professionell auf die Stärken von Print konzentrieren und dem Leser das bieten, was Online nicht kann oder nicht tut.“

Anlässlich der VDZ-Tagung zur Zukunft der Printmedien äußerte sich der Geschäftsführer der PC-Welt, Mac-Welt und einiger anderer Publikationen dazu, dass IDG in den USA gerade erst eine Print-Publikation einstellen musste: „Ich als IT-Verleger habe keine Zeit.“ Seine Zielgruppe wandere viel schneller ins Netz ab als der Durchschnitt der Bevölkerung.
Laut einem Bericht des t3n Magazin liegt die Zukunft der Computerzeitschriften eher in einer klaren Positionierung sowie Differenzierung gegenüber anderen Medien.